# Monastère de Zaova
Le monastère de Zaova (en serbe cyrillique : Манастир Заова ; en serbe latin : Manastir Zaova) est un monastère orthodoxe serbe situé à Toponica, dans le district de Braničevo et dans la municipalité de Malo Crniće en Serbie. Il est inscrit sur la liste des monuments culturels protégés de la république de Serbie (identifiant no SK 572).

## Présentation
Le monastère, situé près de la route Požarevac-Petrovac na Mlavi, est mentionné dans un document ottoman remontant à 1467. L'église du monastère, dédiée à saint Michel et à saint Gabriel, a été construite à une date indéterminée ; par son style, elle remonte au XVIe siècle ou au XVIIe siècle.
L'église, construite en tuf, est constituée d'une nef unique prolongée par une abside demi-circulaire ; la partie du chœur forme des saillies qui prennent la forme d'absidioles demi-circulaires. À l'intérieur, la nef est précédée d'un narthex. Les façades sont rythmées par des arcades aveugles.
Ainsi que l'atteste une inscription située sur le mur sud du narthex, les fresques et les icônes de l'iconostase ont été peintes par Živko Pavlović en 1849. Certaines icônes plus anciennes ont été intégrées à la nouvelle réalisations, d'autres ont été transférées au palais épiscopal de Požarevac.
Au sud de l'église, un haut clocher a été érigé dans les années 1930.